# سوبر مترويد
سوبر مترويد (بالإنجليزية: Super Metroid)‏ هي لعبة أكشن ومغامرات تم تطويرها ونشرها بواسطة نينتندو لنظام سوبر نينتندو في عام 1994. إنها اللعبة الثالثة في سلسلة مترويد، بعد أحداث لعبة مترويد II: ريترن أوف ساموس. يتحكم اللاعبون في صائد الجوائز ساموس أران، الذي يسافر إلى كوكب زيبيس لاستعادة مخلوق مترويد رضيع سرقه قائد قرصان الفضاء رايدلي.
تركز طريقة اللعب على الاستكشاف، حيث يبحث اللاعب عن باور أبس التي تُستخدم للوصول إلى المناطق التي كان يتعذر الوصول إليها سابقًا. يتميز بمفاهيم جديدة للسلسلة، مثل شاشة المخزون، وautomap، والقدرة على إطلاق النار في جميع الاتجاهات. عاد فريق التطوير من ألعاب مترويد السابقة - بما في ذلك يوشيو ساكاموتو وماكوتو كانو وغيرهم لتطوير سوبر مترويد على مدار عامين، قبل نصف عام للحصول على الموافقة على الفكرة الأولية. أراد المطورون صنع لعبة حركة حقيقية، وتمهيد الطريق لعودة ساموس للظهور.
تلقت اللعبة إشادة من النقاد، وأشادوا بجوها وطريقة اللعب والموسيقى والرسومات. غالبًا ما يُشار إليها باعتبارها واحدة من أفضل ألعاب الفيديو على الإطلاق. على الرغم من أن اللعبة لم يتم بيعها جيدًا في اليابان، إلا أنها حققت أداءً أفضل في أمريكا الشمالية وشحنت 1.42 مليون نسخة حول العالم بحلول أواخر عام 2003. سوبر مترويد، جنبًا إلى جنب مع كاسلفينيا: سيمفوني أوف ذا نايت (1997)، يُنسب إليه الفضل في إنشاء النوع الفرعي مترويدفينيا، وألهم ألعابًا أخرى من هذا النوع. كما أصبحت شائعة بين اللاعبين في الجري السريع. تبع اللعبة إصدار عام 2002 من مترويد فيوشن ومترويد برايم، منهيا فترة توقف السلسلة التي استمرت ثماني سنوات. تمت محاكاته لخدمة فرتشول كونسول على العديد من منصات نينتندو منذ عام 2007 وكلعبة من ألعاب جهاز سوبر نينتندو كلاسيك في عام 2017.

## أسلوب اللعب

تسمح القدرات، مثل Grappling Beam، لساموس بالوصول إلى المناطق التي كان يتعذر الوصول إليها سابقًا. يتم عرض صحتها ومخزون الأسلحة وخريطة صغيرة شبكية أعلى الشاشة.

سوبر مترويد هي لعبة مغامرات وحركة ثنائية الأبعاد، تحدث بشكل أساسي على كوكب زيبس من اللعبة الأصلية - عالم كبير مفتوح النهايات مع مناطق متصلة بالأبواب والمصاعد.:18-19 يتحكم اللاعب في ساموس أران أثناء بحثها في الكوكب عن مترويد الذي سرقه رايدلي، زعيم قراصنة الفضاء.:5 ساموس يمكنه الركض والقفز والانحناء وإطلاق سلاح في ثمانية اتجاهات يمكنها أيضًا أداء حركات أخرى، مثل القفز على الحائط - القفز من جدار إلى آخر في تتابع سريع للوصول إلى مناطق أعلى. إن قدرة "Moon Walk"، التي سميت على اسم حركة الرقص الشعبية التي تحمل الاسم نفسه، تسمح لساموس بالسير للخلف أثناء إطلاق النار أو شحن سلاحها.:8-9
على مدار اللعبة، يمكن للاعب اكتساب مقويات تعزز درع ساموس وأسلحتها، بالإضافة إلى منحها قدرات خاصة، مما يسمح لهم بالوصول إلى المناطق التي كان يتعذر الوصول إليها سابقًا. تسمح كرة مورفينغ لساموس بالتجعد إلى كرة وتدحرج إلى أماكن ضيقة؛ بينما في هذا الشكل، يمكنها زرع القنابل بمجرد الحصول على قوة قنبلة. تضيف كرة الربيع القدرة على القفز بينما تكون في شكل كرة مورفينغ.:10-11 يمكن استخدام معزز السرعة للركض بسرعات عالية والاصطدام بالحواجز والأعداء. تسمح أحذية القفز العالي بقفزة أعلى، ويتيح قفزة الفضاء لساموس القفز في الهواء.:24 يمكن استخدام غرابل بيم للتأرجح عبر المناطق المفتوحة. يستخدم نطاق الأشعة السينية لرؤية العناصر والممرات من خلال الجدران المخفية والأسطح الأخرى.:12
تُظهر شاشة العرض الفردية صحة ساموس، ووضع الإمداد للدبابات الاحتياطية، والرموز التي تمثل الأسلحة، وعرض الخريطة الذي يوضح موقعها ومحيطها.:7 تتيح شاشة المخزون للاعب تمكين الأسلحة والقدرات وتعطيلها. بينما يمكن دمج أسلحة الحزمة، لا يمكن استخدام حزم سبازر وبلازما في وقت واحد. في نهاية اللعبة، حصلت ساموس على هايبر بيم، وهو سلاح قوي ناتج عن الطاقة التي أعطتها لها «سوبر مترويد»، النسخة الناضجة من مخلوق اليرقات الذي تسعى إليه على مدار اللعبة. يمكن استخدام وحدات النسخ الاحتياطي المسماة Reserve Tanks تلقائيًا عند نفاد صحة ساموس. تتميز اللعبة أيضًا بآلية آلية لمساعدة اللاعبين على التنقل في مناطق مختلفة من اللعبة.:14-15 بالإضافة إلى ذلك، يمكن للاعب استخدام كمبيوتر الخريطة الموجود في كل جزء من الكوكب للكشف عن المناطق غير المستكشفة.:13 لحفظ تقدمهم، يجب على اللاعب العثور على إحدى محطات الحفظ المنتشرة حول الكوكب واستخدامها.:16 يمكن أيضًا حفظ اللعبة في حربية ساموس، والتي تعيد شحن صحتها وذخيرتها بالكامل أيضًا. سوبر مترويد لها ثلاث نهايات بناءً على الوقت المستغرق لإكمال اللعبة، والتي تحدد ما إذا كان ساموس يقف مع أو بدون بدلتها. تتحقق أفضل نهاية عندما تكتمل اللعبة في أقل من ثلاث ساعات.:119 بالإضافة إلى ذلك، تغير مهمة اختيارية نهاية اللعبة قليلاً. إذا اختار اللاعب إنقاذ داشورا وإيتيكونز، وهي مخلوقات صديقة واجهها ساموس في اللعبة، يتم عرضها وهم يتركون الكوكب في المسافة.:118-119

## الحبكة
جلب ساموس أران آخر مترويد إلى مستعمرة الفضاء سيريس للدراسة العلمية. يكشف التحقيق في العينة، وهي يرقة، أن قدرتها على إنتاج الطاقة قد تم تسخيرها في الواقع لصالح الحضارة. بعد وقت قصير من مغادرته، تلقى ساموس مكالمة استغاثة تنبهها إلى العودة إلى المستعمرة على الفور. وجدت العلماء ماتوا، وسرقت يرقة مترويد من قبل رايدلي، زعيم قراصنة الفضاء. يهرب ساموس من المستعمرة خلال تسلسل التدمير الذاتي ويتبع ريدلي إلى كوكب زيبس. إنها تبحث في الكوكب عن مترويد وتجد أن القراصنة أعادوا بناء قاعدتهم هناك.:5
بعد هزيمة أربعة زعماء في مناطق مختلفة من زيبس، دخل ساموس إلى توريان،:109 قلب قاعدة القراصنة، ويقاتل العديد من المترويدز التي تكاثرت بطريقة ما. مترويد واحد نما إلى هجمات ضخمة الحجم وكاد يقضي على ساموس، لكنه يتراجع في اللحظة الأخيرة. إنها اليرقة التي سُرقت من سيريس؛ نظرًا لأن ساموس كانت موجودة عند ولادتها في SR388، فقد طبع مترويد على ساموس، معترفًا بها على أنها «أمها».:113
يحارب ساموس العقل الأم، وهو مخلوق ميكانيكي حيوي يتحكم في أنظمة زيبيس. تتغلب العقل الأم على ساموس ومرة أخرى تقتل تقريبًا، لكن يرقة مترويد تتدخل وتهاجم العقل الأم وتعالج ساموس مما يؤكد نتائج العلماء. يقوم العقل الأم بقتل المترويد، ولكن عند الموت، فإنه يعطي ساموس ذا هايبر هيم، وهو سلاح قوي بما يكفي لقتل العقل الأم. ساموس يهرب من زيب لأنه يدمر نفسه.:116-119

## التطوير

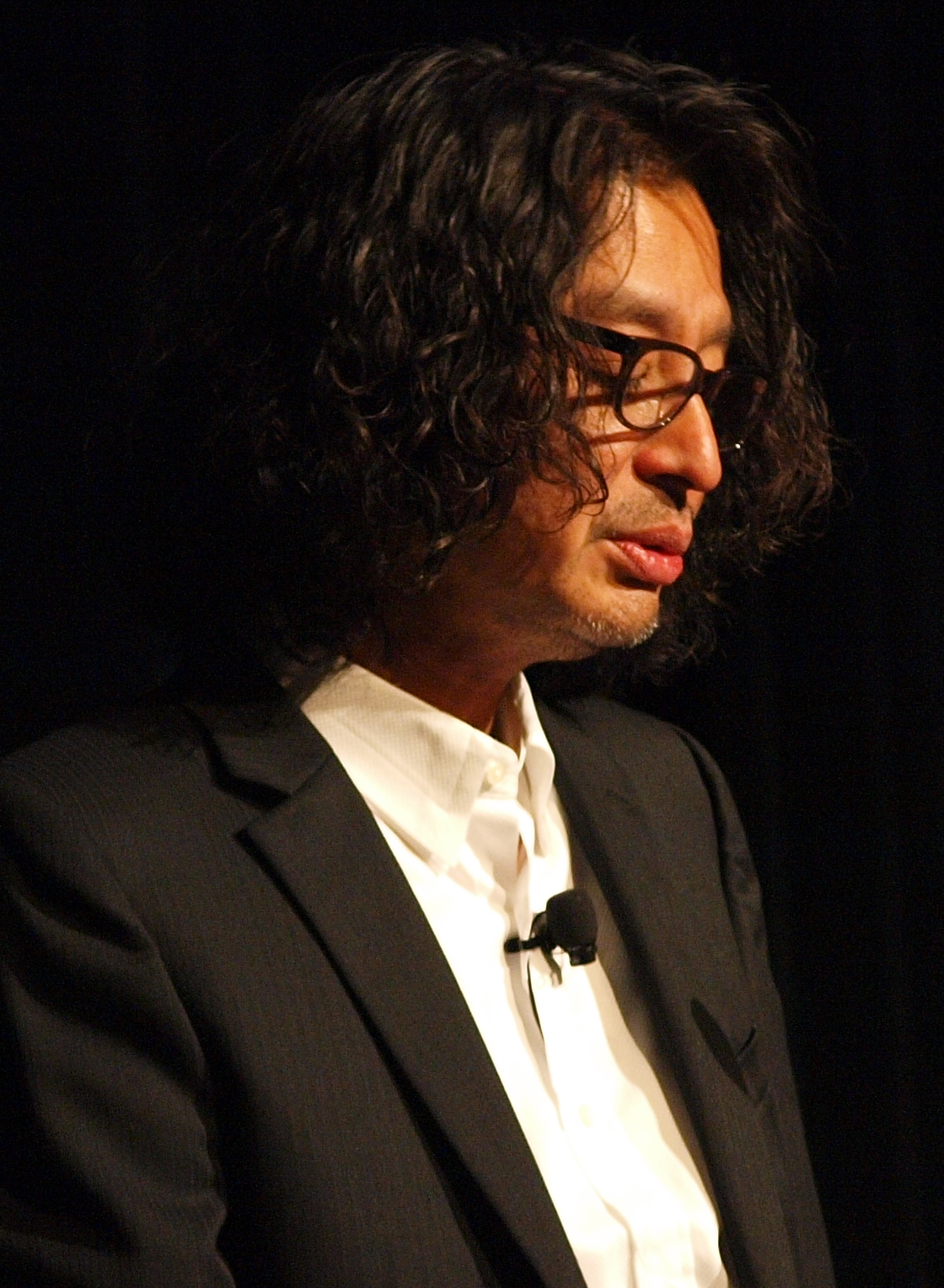
يوشيو ساكاموتو، مخرج وكاتب اللعبة، في مؤتمر مطوري الألعاب 2010.

طورت لعبة سوبر مترويد بواسطة نينتندو أر أند دي 1 مع 15 موظفًا يديرهم غانبي يوكوي. كتبها وأخرجها يوشيو ساكاموتو، وأنتجها ماكوتو كانو.:3 إنتيليجنت سيستمز، التي شاركت في تطوير مترويد الأصلية مع أر أند دي 1، قامت ببرمجة اللعبة. روى الافتتاح دان أوسن، موظف نينتندو أمريكا.
تم إصدار سوبر مترويد بعد ما يقرب من عقد من الزمان بعد اللعبة الأصلية. قال ساكاموتو: «أردنا الانتظار حتى تكون هناك حاجة إلى لعبة أكشن حقيقية. [...] وأيضًا لتمهيد الطريق لظهور ساموس أران.» استغرق الأمر نصف عام حتى وافقت نينتندو على المشروع، وسنتين أخريين للتطوير.
كان الهدف الأساسي للمطورين هو صنع «لعبة حركة جيدة». إنها أول لعبة مترويد تسمح لساموس بإطلاق النار في جميع الاتجاهات أثناء الحركة. كما أنها من بين أولى ألعاب العالم المفتوح التي تحتوي على ميزة الخريطة، والتي تُظهر الخطوط العريضة للغرف وتشير إلى المواقع والعناصر المهمة. أراد الفريق إنشاء خريطة كبيرة، لكنهم وجدوا صعوبة في تنظيم كمية البيانات الرسومية المتضمنة، وبالتالي قسموها إلى أجزاء أصغر. تم تضمين مناطق من ألعاب مترويد السابقة لخلق شعور بالألفة.
قبل إصدار اللعبة بوقت قصير، تم تشكيل مجلس تقدير البرمجيات الترفيهية في أمريكا الشمالية، وهي منظمة ذاتية التنظيم، استجابة للعنف المتزايد في ألعاب مثل مورتال كومبات (1992). وعندما سئل عما إذا كان يعتقد أن الجدل سيؤدي إلى رد فعل عنيف على سوبر مترويد، أوضح ساكاموتو أن هدف ساموس هو الحفاظ على السلام في المجرة، قائلاً: «إنه ليس عنفًا من أجل العنف.» تم عرض اللعبة في فصل الشتاء بمعرض الإلكترونيات الاستهلاكية لعام 1994، وحصل على لقب أفضل لعبة سوبر نينتندو في العرض من قبل غيم برو.

### الصوت
تم تأليف موسيقى سوبر مترويد بواسطة كينجي ياماموتو وميناكو هامانو،:4 وتستخدم إصدارات 16 بت من الموسيقى من الألعاب السابقة. سمحت أجهزة الصوت سوبر نينتندو بتشغيل العينات في وقت واحد على ثماني قنوات، بدلاً من ثلاث قنوات PSG وقناة ضوضاء واحدة لإن إي إس. قرر ياماموتو أن الأصوات الغنية والمعبرة، مثل جوقة أنثى، ستكون مطلوبة لتصوير المكان بشكل واقعي. قام بتأليف الموضوع الرئيسي بالطنين أثناء ركوب دراجته النارية من العمل.
عمل ياماموتو أيضًا كمبرمج صوت، وكتب برنامجًا يرسل بيانات الصوت إلى شريحة الصوت. كما أنشأ مؤثرات صوتية، بما في ذلك تلك التي تم إنشاؤها لرضيع مترويد للتعبير عن مشاعر مختلفة. أعطت الأدوار المتزامنة كملحن ومبرمج صوت ومنشئ مؤثرات صوتية أفكارًا لياماموتو لإنتاج مقطع صوتي مميز لمترويد «بأذن مبرمج صوتي، مع أذن منشئ مؤثر صوتي، ومع منهجية نهج ونظرية الملحن.» تم استخدام ترتيبات وريمكسات موضوعات اللعبة في مترويد برايم وتتابعاتها، لأن ياماموتو أراد إرضاء عشاق مترويد القدامى، واصفًا إياها بأنها «هدية» لهم.
تم نشر ألبوم صوتي، سوبر مترويد: ساوند إن أكشن، بواسطة شركة سوني ريكوردز في 22 يونيو 1994. يحتوي على 38 مسارًا ويبلغ وقت تشغيله 58:49. يتضمن الموسيقى التصويرية الأصلية لميترويد لهيروكازو تاناكا، ومسارات إضافية من ترتيب يوشيوكي إيتو وماسومي إيتو.

## الإصدار
تم إصدار اللعبة بواسطة نينتندو في اليابان في 19 مارس 1994، في أمريكا الشمالية في 18 أبريل، وفي أوروبا في 28 يوليو. تم توزيعه على خرطوشة 24 ميغا بت. تمت إعادة إصداره من خلال خدمة نينتندو باور في اليابان في 30 سبتمبر 1997. أصبحت اللعبة متاحًا في فرتشول كونسول وي في أمريكا الشمالية في 20 أغسطس 2000، وفي اليابان في 20 سبتمبر، وفي أوروبا في 12 أكتوبر. في سوبر سماش برذرز براول، هي أيضًا واحدة من الألعاب التجريبية المتوفرة في قسم "Masterpieces"، والتي تستخدم تقنية فرتشول كونسول لمحاكاة الأجهزة القديمة وقيود الوقت. تم إصدار اللعبة لاحقًا على فرتشول كونسول وي يو في مايو 2013، وكانت متوفرة في البداية أثناء الحملة التجريبية بسعر أرخص قبل العودة إلى سعرها المعتاد في الشهر التالي. كما صدرت على فرتشول كونسول نينتندو 3دي أس في أبريل 2016. في سبتمبر 2017، أصدرت نينتندو سوبر إن إي إس كلاسيك إديشن، والذي تضمن سوبر مترويد ضمن ألعابها. تمت إضافة سوبر مترويد وألعاب سوبر نينتندو الأخرى إلى خدمة الاشتراك في نينتندو سويتش أونلاين في سبتمبر 2019.

## التقييم
| التقييم |         |
| --- | ------- |
| مجموع النقاط المجموع نقاط غيم رانكينغز 97% نتائج المراجعة نشرة نقاط إدج 8/10 إلكترونك غيمينغ مونثلي 36/40 غيم سبوت 8.5/10 آي جي إن 9.5/10 نينتندو لايف 10/10 [ 36 ] نينتندو باور 4.425/5 غيم بلايرز 97% سوبر بلاي 92% |         |
| مجموع النقاط |         |
| المجموع | نقاط    |
| غيم رانكينغز | 97%     |
| نتائج المراجعة |         |
| نشرة | نقاط    |
| إدج | 8/10    |
| إلكترونك غيمينغ مونثلي | 36/40   |
| غيم سبوت | 8.5/10  |
| آي جي إن | 9.5/10  |
| نينتندو لايف | 10/10   |
| نينتندو باور | 4.425/5 |
| غيم بلايرز | 97%     |
| سوبر بلاي | 92%     |

قوبلت لعبة سوبر مترويد بإشادة النقاد. استمتع كريس سلايت من مجلة غيمز بلايرز لألعاب الفيديو بلعبة سوبر مترويد، مدعيًا أنها «ترقى بسهولة إلى مستوى التوقعات العالية للجميع». لقد كان راضيًا عن كيفية مزج نينتندو بين أسلوب اللعب المعقد والرسومات «المتطورة» والصوت. وجد سلايت ميزة التعيين التلقائي المضافة حديثًا شيئًا يحتاجه اللاعبون حقًا، قائلاً إنها كانت الميزة الوحيدة في سوبر مترويد التي كان يجب أن تمتلكها لعبة مترويد الأصلية. في ختام مراجعته، قال سليت، «لا يمكن لعشاق الأكشن أن يفوتوا لعبة سوبر مترويد. سترغب في اللعب مرارًا وتكرارًا حتى بعد التغلب عليها.» ذكرت نينتندو باور قد تكون اللعبة «أفضل لعبة أكشن ومغامرات على الإطلاق»، واصفة إياها بـ «موجة المستقبل». لقد أشادوا برسومات اللعبة، والصوت، وعناصر التحكم، في حين أن تعليقهم السلبي الوحيد كان، «حتى 100 ميغابايت من مترويد لن تكون كافية.» منحت إلكترونك غيمينغ مونثلي جائزة سوبر مترويد الخاصة بها «لعبة الشهر»، مقارنة إنه إيجابي على مترويد الأصلية ويصفق للرسومات والعديد من الأسلحة والعناصر المتاحة والموسيقى. كل من المراجعين الأربعة أعطاها تسعة من أصل عشرة. انتقد غيم برو أن عناصر التحكم غالبًا ما تكون محرجة أو صعبة وأن العديد من عمليات رفع الطاقة إما يتم رفعها من ألعاب سوبر نينتندو الأخرى أو ترقيات بسيطة لشكا من القوة الأخرى في اللعبة، ولكنها أشادت بالحجم الهائل للعبة جنبًا إلى جنب مع ميزة التعيين التلقائي، بقوله إنها «تجعل لعبة محبطة في متناول جمهور أوسع بكثير.» كان آندي روبنسون من غيمز رادار سعيدًا بالموسيقى التصويرية «الهائلة» للعبة، وأثنى عليها باعتبارها «واحدة من أفضل نتائج ألعاب الفيديو على الإطلاق».
كما استمتع البريطاني السابق لألعاب الفيديو سوبر بلاي، الذي قام بمراجعة ثلاثة محررين باللعبة، بها. وأشار زي نيجولسون من المجلة إلى أن اللعبة كانت أفضل من لعبته المفضلة، ميجا مان إكس، واصفًا اللعبة بأنها «تجربة أكثر من كونها لعبة». بمقارنة اللعبة بفيلم 1986 الفضائيون، شعر نيجولسون أن اللعبة كانت أفضل تجربة عندما لعبت في الظلام مع ارتفاع الصوت. لقد وجد اللعبة قهرية لدرجة أنه كان يميل إلى اللعب «بدون أكل أو نوم». وصف المنشور توني موت أجواء اللعبة بأنها أفضل جوانبها، ووصف اللعبة بأنها مزيج من توريكان (1990)، والفضائيون، والمنفى (1989)، ونودز أوف يسودز (1985). تقديرًا لضوابط اللعبة، أشاد موت بقدرة نينتندو على إنشاء طريقة لعب متطورة. واختتم مراجعته من خلال وصف سوبر مترويد بأنه «بلا شك أفضل لعبة لعبتها هذا العام حتى الآن»، وتوقع أن أي شخص يلعب اللعبة «سيلعب لعبة مخصصة للوضع الكلاسيكي». وافق المراجع الثالث، جيمس ليتش، مع نيكولسون وموت على أن سوبر مترويد هو ما كان يجب أن يكون عليه ميجا مان إكس. في ختام مراجعته، كتب ليتش أن سوبر مترويد يحتوي على كل ما يبحث عنه في لعبة فيديو: «إمكانية اللعب، والحيل الخفية، والأسلحة القوية والأشرار الأشرار بقوة». بعد تلخيص المراجعات، كان حكم المجلة «كلنا نحب هذه اللعبة. سوبر مترويد رائع للغاية ويجب أن تمتلكها». انتقد إيدج الرسومات وطولها القصير، لكنه أشاد بـ سوبر مترويد باعتباره «قابل للعب بشكل مكثف» و «مليئة باللحظات التي لا تنسى».
وصف آي جي إن نسخة فرتشول كونسول من لعبة سوبر مترويد بأنه «لا بد منه»، وعلق أنه على الرغم من إصدار اللعبة بعد تسعة أشهر من إطلاق وي، إلا أنهم شعروا أنها تستحق الانتظار. بالنسبة للاعبين الذين لم يلعبوا لعبة سوبر مترويد مطلقًا، تدعي آي جي إن أنهم مدينون لأنفسهم كلاعبين «لمعرفة أخيرًا ما كنت تفتقده طوال هذه السنوات». في استعراضه لغيم سبوت، وجد فرانك بروفو أنه «من المدهش تمامًا أن نينتندو تركت 13 عامًا تمر قبل إتاحة اللعبة بسهولة مرة أخرى»، ولكن أهم شيء هو أن اللاعبين «يمكنهم الآن لعب هذه التحفة الفنية دون الحاجة إلى تعقب خرطوشة سوبر نينتندو إنترتينمنت سيستم الأصلية أو تتلعثم مع محاكيات مشكوك فيها قانونًا». على الرغم من الاعتراف بأن نسخة فرتشول كونسول كان في الأساس «ليس أكثر من نسخة محاكية للعبة الأصلية عمرها 13 عامًا» والتي لم تعد متطورة، إلا أنه كان لا يزال سعيدًا بها وكرر إيمانه بأن سوبر مترويد هي «واحدة من أفضل ألعاب المغامرات ثنائية الأبعاد التي تم إنتاجها على الإطلاق».
على الرغم من أن سوبر مترويد تلقت إشادة من النقاد، قال روس ماكلولين من آي جي إن إن سلسلة مترويد "لا تزال تتراجع عن التوقيت، حيث وصلت متأخرة جدًا في دورة حياة سوبر نينتندو لكسب مبيعات كبيرة." تم إصدار اللعبة في المكان الخطأ، في الوقت الخطأ". وأضاف أيضًا أنه لم يتم بيعه جيدًا في اليابان بعد أن كافح ضد المزيد من الألعاب ذات الشعبية التجارية، مثل دونكي كونغ كانتري، إلى جانب إطلاق بلاي ستيشن وسيغا ساترن. بمساعدة تسويق قوي من نينتندو، تم بيع اللعبة بشكل أفضل في أمريكا الشمالية، وبعد عام من إطلاق اللعبة، وضعته نينتندو في علامة التسويق التي يختارها اللاعب. بحلول أواخر عام 2003، كانت اللعبة قد شحنت 1.42 مليون نسخة في جميع أنحاء العالم.

### الجوائز
جمعت سوبر مترويد العديد من الجوائز والأوسمة. سمت إلكترونك غيمينغ مونثلي اللعبة بأنها لعبة الشهر لشهر مايو 1994، ومنحتها جائزة اختيار المحررين، منحتها كأفضل لعبة أكشن لعام 1994، ووصفتها بأنها أفضل لعبة على الإطلاق في عام 2003. آي جي إن صنفت سوبر مترويد 3 (2003)، 10 (2005) و7 (2007) في أفضل 100 لعبة على الإطلاق. وبالمثل، صنف قراء آي جي إن اللعبة في المرتبة 11 في قائمة أفضل 99 لعبة على الإطلاق في عام 2005، والرابعة في أفضل 100 لعبة في عام 2006. ريتشارد جورج من آي جي إن، صنف أيضًا سوبر نينتندو في المرتبة الثالثة في أفضل 100 لعبة سوبر نينتندو، بفضل «الحركة الخالية من العيوب، وتصميم المستوى الذي لا تشوبه شائبة، والأجواء التي لا تشوبها شائبة، والبطلة الشريرة تمامًا وعالم شامل ضخم لاستكشافه.» صنفت غيمز رادار اللعبة على أنها أفضل لعبة سوبر نينتندو على الإطلاق، بينما وصفتها نينتندو باور بأنها أفضل لعبة في سلسلة مترويد، متفوقة على مترويد برايم ومترويد: زيرو ميشن. صنفت غيم برو اللعبة كواحدة من خمسة عشر لعبة يجب أن تلعبها على جهاز وي. وضعت غيم إنفورمر اللعبة في المركز 29 على قائمة أفضل 100 لعبة لها على الإطلاق في عام 2001.

## الميراث
غالبًا ما تُعتبر لعبة سوبر مترويد واحدة من أفضل الألعاب على الإطلاق. لاحظ جيريمي باريش من يو إس غيمر أن لعبة سوبر مترويد هي «نوع من الألعاب يمكنك العودة إليها مرارًا وتكرارًا وتخرج دائمًا ببعض الأفكار أو الملاحظات الجديدة.» وجد أندرو ويبستر من آرس تكنيكا أن جو اللعبة مثير للإعجاب، وأشار إلى ذلك لقد أتقن المطورون الجانب المتعلق بالعزلة، وهو مفهوم تم تقديمه في أول لعبة مترويد. استشهد كاتب غيم إنفورمر، جو جوبا، بنهاية اللعبة باعتبارها «واحدة من أكثر اللحظات التي لا تنسى وتمكينها في تاريخ الألعاب».
نظرًا لأن سوبر مترويد منحت اللاعبين جوائز بناءً على المدة التي استغرقتهم لإكمال اللعبة، فقد أصبحت خيارًا شائعًا للسبيد رن، وهو أسلوب اللعب الذي ينوي اللاعب من خلاله إكمال اللعبة في أسرع وقت ممكن لغرض المنافسة. سوبر مترويد، مع لعبة كونامي عام 1997 كاسلفينيا: سيمفوني أوف ذا نايت، يُنسب أيضًا إلى إنشاء نوع «مترويدفينيا». تم الاستشهاد به على أنه أثر على ألعاب مترويدفينيا الأخرى، بما في ذلك شادو كومبليكس وأكسيوم فيرج.
تم إصدار العديد من اختراقات الروم لسوبر مترويد من قبل المعجبين، والتي أضافت ميزات جديدة لم يتم تضمينها في اللعبة الأصلية. سوبر مترويد: ريديزاين (بالإنجليزية: Super Metroid: Redesign)‏، التي أنشأها "drewseph" في عام 2006، تتميز بالعناصر الجديدة، والمناطق الموسعة والفيزياء المعدلة. في عام 2011، أطلق مخترق ياباني اسمه «إس بي» قرص مخترق بعنوان مترويد: سوبر زيرو ميشين (بالإنجليزية: Metroid: Super Zero Mission)‏، والذي يهدف إلى دمج عناصر من سوبر مترويد واللعبة التي تم إصدارها لاحقا مترويد: زيرو ميشن.

### المكملات
بعد إصدار سوبر مترويد، لم يكون هناك تكملة أخرى لمدة ثماني سنوات، حيث لم تتمتع أي من الألعاب في سلسلة مترويد حتى هذه النقطة بمستوى النجاح الذي حققته امتيازات ماريو وذا ليجند أوف زيلدا. غادر منتج سلسلة مترويد غانبي يوكوي نينتندو في أغسطس 1996، وسط فشل فيرتشوال بوي، وتوفي لاحقًا في حادث سيارة في أكتوبر 1997.
خلال فترة توقف السلسلة، انتظر المشجعون بفارغ الصبر لعبة مترويد لنينتندو 64. وفقًا لشيغيرو مياموتو، لم تطور نينتندو لعبة مترويد لنينتندو 64 لأنهم "لم يتمكنوا من الخروج بأي أفكار ملموسة قال ساكاموتو إنه لا يستطيع تخيل كيف يمكن استخدام وحدة تحكم نينتندو 64 للتحكم في ساموس. اقتربت نينتندو من شركة أخرى لتطوير لعبة مترويد على نينتندو 64، ولكن تم رفض العرض لأن المطورين اعتقدوا أنهم لا يستطيعون صنع لعبة يمكن أن تساوي معايير سوبر مترويد.
في أواخر عام 2002، أصدرت نينتندو لعبتين جديدتين من مترويد، مما يشير إلى عودة السلسلة بعد توقف دام ثماني سنوات. كانت الألعاب مترويد فيوشن، وهي عبارة عن لعبة ثنائية الأبعاد طورتها نينتندو أر أند دي 1 لنظام غيم بوي أدفانس، نفس الفريق الذي طور سوبر مترويد؛ ومترويد برايم، وهي لعبة أكشن مغامرات من منظور الشخص الأول طورتها الشركة الأمريكية ريترو ستوديوز لنينتندو غيم كيوب وهي أول لعبة مترويد تستخدم رسومات ثلاثية الأبعاد. حصل كل من فيوشن وبرايم على إشادة من النقاد، مع فوز الأخير بالعديد من جوائز لعبة العام. بعد مترويد برايم، تم إطلاق ثلاث ألعاب أخرى من منظور الشخص الأول وبينبول، بما في ذلك الجزء التكميلي، مترويد برايم 2: إكوز (2004).

## الملاحظات
1. ↑  باليابانية: スーパーメトロイド, بالهيبورن: Sūpā Metoroido
2. ↑  يشير مشهد الافتتاح بدلاً من ذلك إلى اللعبة باسم مترويد 3.[1]
3. ↑  أعطتها قائمة المجلة لأفضل الألعاب في كل العصور لعام 1997 لقبًا أكثر تواضعًا من سادس أفضل لعبة على الإطلاق.[51]